# Filipești
Filipești è un comune della Romania di 4 738 abitanti, ubicato nel distretto di Bacău, nella regione storica della Moldavia.
Il comune è formato dall'unione di 8 paesini: Boanţa, Cirligi, Cornești, Cotu-Grosului, Filipești, Galbeni, Hîrlești, Onișcani.